# Aly Cissokho
Aly Cissokho (Blois, 5 september 1987) is een Frans profvoetballer van Senegalese afkomst die bij voorkeur in de verdediging speelt. Hij tekende in augustus 2014 een vierjarig contract bij Aston Villa, dat hem overnam van Valencia CF. Cissokho debuteerde in 2010 in het Frans voetbalelftal.

## Clubvoetbal

### FC Gueugnon
Cissokho begon zijn carrière bij FC Gueugnon, een Franse tweedeklasser. Na zijn aflopende contract bij Gueugnon kon hij aanvankelijk geen nieuwe profclub vinden, maar dankzij het netwerk van zijn zaakwaarnemer vertrok de linksback in de zomer van 2008 naar Portugal om daar voor Vitória Setúbal te gaan spelen.

### Vitória Setúbal
Na een half seizoen, waarin hij 13 wedstrijden speelde, nam FC Porto hem over. Met de transfer was een bedrag van EUR 300.000,- gemoeid.

### FC Porto
In juni 2009 leek het erop dat de Fransman zou vertrekken naar AC Milan voor 15 miljoen euro. Cissokho onderging zijn medische keuring op 16 juni. De transfer ketste af vanwege een probleem met zijn tanden, dat kan wijzen op mogelijke problemen met de wervelkolom.

### Olympique Lyon
Op 18 juli 2009 werd bekend dat Cissokho de overstap naar Lyon zou maken. Naar verluidt was er met de overgang een bedrag van 15,4 miljoen euro gepaard, waarmee hij een van de tien duurste aankopen van de Franse club werd. De Fransman tekende een contract voor vijf seizoenen.

### Valencia CF
Op 24 augustus 2012 tekende Cissokho een contract voor vier seizoenen voor Valencia CF. Hier verving hij de eerder naar FC Barcelona vertrokken Jordi Alba. In Spanje presteerde hij alleen niet naar tevredenheid van de club.

### Liverpool FC
De oplossing werd gevonden met een verhuur aan Liverpool FC. Op 20 augustus 2013 raakte bekend dat de Engelse club hem voor een seizoen zou huren, met een aankoopoptie waarbij rond de vijf miljoen euro betaald zou moeten worden. Hij debuteerde op 24 augustus 2013 voor Liverpool in de Premier League, als invaller voor Iago Aspas tegen Aston Villa.

## Interlands

### Senegal
Tijdens zijn dienstperiode als speler van de Franse tweedeklasser FC Gueugnon, werd Cissokho door bondscoach Henryk Kasperczak opgeroepen om deel uit te maken van de voorlopige selectie van het Senegalees voetbalelftal. Wegens zijn afkomst zou het mogelijk zijn om in aanmerking te komen voor Senegal. Hoewel Cissokho in Frankrijk geboren is, gaf hij gehoor aan dit verzoek. De verdediger nam deel aan de trainingsstages van De Leeuwen, maar kende vervolgens geen goede ervaringen. Zo zou de FSF, de Senegalese voetbalbond, het paspoort van Cissokho zijn kwijtgeraakt. Vervolgens werd hij plots buiten de selectie gehouden omdat de FSF de voorkeur zou geven aan spelers uit de eigen nationale competitie.
Cissokho vernam sindsdien niets meer van de Senegalese voetbalbond, totdat hij doorbrak bij FC Porto. Hij werd opnieuw opgeroepen, maar bedankte. De Fransman liet in een interview doorschemeren te hopen op een interlandloopbaan voor zijn geboorteland Frankrijk.

## Erelijst
FC Porto
- Kampioen SuperLiga

2009
- Beker van Portugal

2009